# Der kleine König
Der kleine König ist eine 1997 entstandene Buch-, Hörspiel- und Zeichentrickserie, geschrieben, gezeichnet und animiert von Hedwig Munck. Bekannt wurde Der kleine König unter anderem durch die Kindersendung Unser Sandmännchen, wo die Serie seit 1998 regelmäßig als Abendgruß zu sehen ist.
Die Figuren der Serie sind:
- Der kleine König
- Seine Cousine, die kleine Prinzessin
- Grete, das Pferd
- Tiger, die Katze
- Wuff, der Hund
- Buschel, das Eichhörnchen
- Pieps, der Vogel

Zur Serie wurden etwa 150 Bücher und e-Books, 40 Hörspiel-CDs und über 70 Einzelfilme veröffentlicht. Stand 2019 wird der kleine König auch von 8 Figurentheatern gespielt.
In erster Linie steht der Kleine König für Lernen durch Ausprobieren. Der kleine König ist 4 bis 5 Jahre alt und lebt mit seinen Freunden dem Pferd Grete, dem Hund Wuff, der Katze Tiger und dem Eichhörnchen Buschel in einem großen Schloss. 
Hans Jochen Menzel gibt den Figuren seine Stimme. Die kleine Prinzessin wird von Ilona Schulz gesprochen, die auch die Lieder des kleinen Königs singt. Die Zeichentrickserie wurde von Imediat GbR, Berlin, im Auftrag des RBB produziert.